# Adrianne Curry
Adrianne Marie Curry, née le 6 août 1982 à Joliet, est un mannequin américain et un model Playboy première gagnante de la célèbre émission télévisée America's Next Top Model en 2003. Elle présente actuellement à la radio une émission hebdomadaire.

## Carrière
Après avoir remporté la première édition de America's Next Top Model face à Shannon Stewart,
elle signe chez Wilhelmina Models à New York.
Elle a posé pour plusieurs magazines, dont Life & Style Weekly, Us Weekly, Star, OK!, Stuff, People, Maxim (elle a fait partie du classement Maxim Hot 100 en 2005) , Marie Claire (Espagne), Von Dutch, Von Dutch Watches, Salon City, Macy's, Famous Stars and Straps, Lucky, Ed Hardy, Kinis Bikinis, Beverly Hills Choppers et Merit Diamonds.
Elle a défilé pour la collection de printemps 2005 d'Anne Bowen, de Jaime Pressly, la ligne de Pamela Anderson, Ed Hardy, Von Dutch, et Christopher Deane. Elle est apparue dans la publicité Merit Diamonds Sirena Collection de novembre 2004 à janvier 2006.
Elle a posé pour Playboy en février 2006 et janvier 2008.
En 2013, elle décide de mettre fin à sa carrière de mannequin pour s'installer vivre dans le Montana.

## Vie personnelle
Adrianne a épousé en 2006 l'acteur Christopher Knight mais le couple annonce sa séparation le 29 mai 2011. Adrienne Curry s'est déclarée bisexuelle et agnostique.[réf. souhaitée].
En 2018, elle épouse Matthew Rhode, un doubleur américain qui a enregistré de nombreuses bandes-annonces de films, des publicités et des promotions de chaînes.